# Collodi
Pour les articles homonymes, voir Collodi (homonymie).
Collodi, village de moyenne montagne de l'Appennino pistoiese, altitude 125 mètres, est un des hameaux de Pescia (chef-lieu, altitude 62 mètres) qui comprend également les autres hameaux suivants qui se situent à une altitude variant de 60 à 750 mètres : Aramo, Castellare, Castelvecchio, Fibbialla, Medicina, Pietrabuona, Pontito, San Quirico, Sorana, Stiappa, Vellano, Veneri.

## Histoire
Le vieux bourg dit Collodi Castello, dont le nom est mentionné sur des documents dès la fin du XIIe siècle a une origine probablement semblable à celle de nombreux autres bourgs ou château médiévaux. Des mobiles surtout militaires poussent la population qui réside dans la vallée à construire des fortifications sur la colline surplombant cette vallée. Cette colline est dite Colline d'Odo ou de Odolo. C’est ce nom d’origine germanique qui a donné naissance au toponyme de Collodi. Bénéficiant d’une excellente position stratégique, Collodi a ensuite la malchance de se trouver sur la frontière entre le territoire de Lucques et celui de Florence qui se disputent sa possession pendant plus d'un siècle, de 1329 à 1442. Après de nombreux sièges et saccages Collodi devient un avant-poste fortifié de la République de Lucques avec une économie basée sur la culture de l'olivier et sur l'exploitation de la force hydraulique des eaux de la Pescia Mineure, ou Pescia de Collodi, au moyen de nombreux moulins à eau, de meules à huile, de filatures de soie et de papeteries.

## Description
De la route qui, de Pescia mène à Lucques, on arrive à Collodi par une déviation de 1 km. Le bourg se trouve sur la commune de Pescia en Valdinievole dans la province de Pistoia en Toscane (à 60 kilomètres au nord-ouest de Florence). C'est un village célèbre pour avoir donné, en tant que pays natal de sa mère Angelina Orzali, son pseudonyme à Carlo Lorenzini, l'auteur des Aventures de Pinocchio. Le bourg de Collodi a trois centres d’intérêt : le vieux bourg dit Collodi Castello, la villa Garzoni (1633-1652) et ses jardins baroques, confiés à l'imagination de l'architecte Ottaviano Diodati et le parc Pinocchio. Trois itinéraires différents et indépendants qui pourtant ont en commun une insertion harmonieuse dans le paysage toscan. L'imagination du visiteur est ainsi orientée vers des domaines inhabituels, romanesques ou féeriques. La villa de la puissante famille des Garzoni où la nature organisée se veut le reflet de la culture toscane du XVIIe siècle ne se visite pas. Conçus en terrasses et sur un axe constitué par un escalier, les plans arborés, agrémentés de jeux d'eau, de statues et de grottes se répondent en formant une mosaïque.
Ce bourg a une architecture vraiment originale, de nos jours encore, on ne peut le parcourir qu'à pied. C'est une cascade de petites maisons accrochées au flanc d'une colline escarpée. En haut, il y a l'antique roche : la Rocca, en bas, la majestueuse Villa Garzoni. Le long des rues étroites et pavées, les maisons conservent leur implantation médiévale. On trouve des restes de fortifications moyenâgeuses et au sommet du village l’église paroissiale  San Bartolomeo du  XIIIe siècle. À l'intérieur, sont conservées d'importantes œuvres d'art. Un tableau du XVIe siècle représentant La Vierge sur le trône attribué par certains à l'école de Raphaël. Et trois œuvres du XVe siècle, deux sculptures en  bois : la Vierge à l'Enfant  et San Bartolomeo, cette dernière de l’école de Jacopo della Quercia, et enfin, une terre cuite de l’école de Matteo Civitali représentant Santa Lucia.